# Sweco
Sweco (oorspronkelijk Swedish Consultants) is het grootste architecten- en ingenieursadviesbureau van Europa en biedt diensten aan op het gebied van ingenieursadvies, milieutechnologie en architectuur.
Het conglomeraat heeft vestigingen in 13 landen (Zweden, Noorwegen, Finland, Denemarken, Estland, Litouwen, Bulgarije, Tsjechië, Duitsland, België, Nederland, het Verenigd Koninkrijk en Polen) en voert jaarlijks projecten uit in 70 landen over de gehele wereld.
Sweco ontwerpt en ontwikkelt steden, industrieën en openbare infrastructuur. De onderneming levert analyses, calculaties en onderzoek en verzorgt de planning, het ontwerp en de realisatie van dat wat gebouwd gaat worden. Daarbij richt de onderneming zich op drie segmenten: vastgoed en stedelijke gebieden; water, energie en industrie; transportinfrastructuur.
Sweco staat sinds 1998 genoteerd aan de NASDAQ OMX in Stockholm en heeft in de loop der jaren meer dan honderd bedrijven van verschillende grootte overgenomen. Åsa Bergman is sinds 2018 president en CEO.

## Geschiedenis
De basis voor de onderneming werd in 1898 gelegd toen de Zweedse ingenieur Hugo Theorell het bedrijf Theorells Ingenjörsbyrå AB oprichtte. Dit bedrijf werd later aangekocht en opgenomen in Sweco Systems AB. 
Sweco ontstond in 1997, toen FFNS de VBB-groep aankocht. De naam Sweco is een afkorting van "Swedish Consultants", een naam die VBB gebruikte binnen internationale projecten. Het eerste internationale project werd in 1902 uitgevoerd in St. Petersburg. Sindsdien heeft Sweco projecten uitgevoerd in meer dan 100 landen. 
Sweco heeft een winstmakende groei doorgemaakt, zowel organisch als door acquisities. De onderneming heeft grote ervaring met acquisities en is een drijvende kracht achter consolidatie in Zweden, Scandinavië en Noord-Europa. Sweco heeft sinds 1998 meer dan 100 bedrijven gekocht en heeft een historische basis in diverse bedrijven, waaronder: 
- BECO
- BLOCO
- Theorells Installationskonsult AB
- VBB
- Vectura Consulting AB[5]
- VIAK
- Grontmij[6]
- Årstiderne Arkitekter
- MLM Group[7]
- KANT Architects
- OJ Rådgivende Ingeniører

## Vermeldenswaardige projecten
- Aboe Simbel – de verplaatsing van de tempels in de jaren 1960.
- Bloomberg London, kantoorpand in Londen
- Citytunnel Malmö
- European Spallation Source, onderzoekscentrum in aanbouw, Lund
- Facebook data center, Luleå
- Watertorens van Koeweit
- Citybanan Stockholm, spoortunnel
- Tegera Arena
- Norra länken, een sectie van de ringweg om Stockholm
- The Ray Farringdon, kantoorpand in Londen
- Sontbrug (Kopenhagen - Malmö)
- Bybanen, lightrail in de Noorse stad Bergen